# Paulo Porto Fernandes
Paulo Porto Fernandes (São Paulo, 16 de abril de 1964) é um advogado e político luso-brasileiro.
Foi deputado na XIV legislatura (2019-2022) da Assembleia da República de Portugal.
Licenciado em direito e administração de empresas, pós-graduação em mediação pela Pontifícia Universidade Católica de São Paulo, tendo como uma das principais contribuições a inclusão de cidadãos da Diáspora portuguesa no Regime Público de Capitalização português e a inclusão do conceito de luso-descendentes no acesso a instituições de ensino público superior português através do contingente especial.
Durante a XIV Legislatura ocupou a vice-Presidência do Grupo Parlamentar de Amizade Portugal-Brasil e integrou a Comissão Parlamentar de Assuntos Constitucionais, Direitos Liberdades e Garantias, Comissão Parlamentar de Negócios Estrangeiros e Comunidades Portuguesas e Comissão Parlamentar de Cultura e Comunicação. 